# الرباط (الصومعة)

تعديل مصدري - تعديل

الرباط هي إحدى قرى عزلة ال اليحوي بمديرية الصومعة التابعة لمحافظة البيضاء، بلغ تعداد سكانها 430 نسمة حسب تعداد اليمن لعام 2004.